# Gunzenhof
Gunzenhof ist ein Gemeindeteil des Marktes Hohenfels in Landkreis Neumarkt in der Oberpfalz in Bayern.

## Geographische Lage
Der Weiler liegt im oberpfälzischen Jura der Südlichen Frankenalb etwa 4,5 km südlich von Hohenfels auf ca. 502 m ü. NHN. Gunzenhof ist zu erreichen über eine nach Norden führende Abzweigung von der Kreisstraße NM 34 bzw. über eine Gemeindeverbindungsstraße, die von Hausraitenbuch in südliche Richtung führt. Circa 100 m nördlich verläuft die Bundesautobahn 3; die nächste Auffahrt ist die AS 95 Beratzhausen im Südosten.

## Geschichte
Gunzenhof ist erstmals 1290 urkundlich genannt, als der Regensburger Bischof Heinrich u. a. zwei dortige Höfe der Kunigunde von Schlüsselberg, Witwe des Konrad IV. von Hohenfels, auf Lebenszeit zur Nutznießung überließ. Im Salbuch der Herrschaft Hohenfels von 1400/10 ist „Gunzenhofen“ mit einem Hof zinspflichtig; im Salbuch von 1500 sind es bereits ein Hof (der Früßmeßhof, 1523 öd liegend) und 3 Güter. Um 1600 ist der Ort als „Guntzenhofen“ im Kartenwerk von Christoph Vogel verzeichnet. Bei den vier Anwesen blieb es bis zum Ende des Alten Reiches um 1800.
Im Königreich Bayern wurde um 1810 der Steuerdistrikt Raitenbuch im Landgericht Parsberg (später Landkreis Parsberg) aus zwölf Orten gebildet, darunter der Weiler Gunzenhof. Mit dem zweiten bayerischen Gemeindeedikt von 1818 entstand die Ruralgemeinde Markstetten mit zwölf Orten, darunter Gunzenhof. Diese Gemeinde mit zuletzt 15 Orten  wurde zum 1. Mai 1978 nach Hohenfels eingemeindet. Am 1. Januar 1983 wurde Gunzenhof in den Markt Beratzhausen im Landkreis Regensburg umgegliedert; ein Urteil des Bayerischen Verwaltungsgerichtshofes vom 7. November 1984 erklärte jedoch die Umgliederung für nichtig. Seitdem ist Gunzenhof endgültig ein Gemeindeteil von Hohenfels.

### Gebäude- und Einwohnerzahl
- 1830: 32 Einwohner, 5 Häuser[8]
- 1838: 29 „Seelen“, 5 Häuser[9]
- 1861: 31 Einwohner, 9 Gebäude[10]
- 1871: 31 Einwohner, 12 Gebäude, an Großviehbestand 1873 4 Pferde, 33 Stück Rindvieh[11]
- 1900: 35 Einwohner, 5 Wohngebäude[12]
- 1925: 32 Einwohner, 4 Wohngebäude[13]
- 1936: 28 Einwohner[14]
- 1950: 33 Einwohner, 4 Wohngebäude[15]
- 1970: 26 Einwohner[16]
- 1987: 23 Einwohner, 4 Wohngebäude, 6 Wohnungen[17]

Heute sind bei insgesamt circa 30 Gebäuden sechs Wohngebäude mit Hausnummern gekennzeichnet.

### Kirchliche Verhältnisse
Gunzenhof gehörte seit altersher (so um 1600 im Kartenwerk von Christoph Vogel) zur katholischen Pfarrei Pfraundorf im Bistum Regensburg und in späterer Zeit zu deren Expositur Oberpfraundorf. Dorthin gingen die Kinder im 19./20. Jahrhundert 2 km weit in die katholische Schule.